# George Russell (compositeur)
Pour les articles homonymes, voir George Russell et Russell.
George Russell est un compositeur, pianiste, percussionniste, chef d'orchestre et théoricien du jazz américain né le 23 juin 1923 et décédé le 27 juillet 2009.
Dès les années 1940, il propose de jouer un jazz fondé sur des gammes modales (le jazz modal) plutôt que sur les gammes diatoniques et chromatiques habituellement utilisées dans le système tonal. Cette théorie a influencé le travail de Bill Evans ou de Miles Davis. À partir des années 1960, il ira plus loin dans l'expérimentation intégrant dans son travail l' atonalité (la « pan-tonalité » pour utiliser son vocabulaire), la musique concrète, la musique électronique et le rock.
George Russell est considéré comme un des premiers musiciens de jazz à contribuer à la théorie musicale en général, avec son livre publié en 1953, The Lydian Chromatic Concept of Tonal Organization (Le Concept chromatique lydien d'organisation tonale) à ce jour inédit en français.

## Biographie

### Formation musicale
George Allan Russell est né à Cincinnati dans l'état de l'Ohio. Enfant, George Russell chante dans la chorale d'une église méthodiste. Il fait ses débuts sur scène à l'âge de 7 ans en chantant Moon Over Miami avec Fats Waller. Son enfance est imprégnée de la musique des big bands qui jouent sur les bateaux qui sillonnent l'Ohio.
George Russell commence à jouer de la caisse claire dans une fanfare de scouts. Il prend des leçons de piano pendant un an avec l'organiste de l'église locale. À 12 ans, il commence la pratique de la batterie. En 1940 il est titulaire d'une bourse de la Wilberforce University, où il se joint aux Collegians, orchestre qui comprend notamment Ernie Wilkins,.
Appelé sous les drapeaux au début de la Seconde Guerre mondiale, Russell est rapidement hospitalisé, victime de la tuberculose. C'est durant cette hospitalisation qu'il étudie, auprès d'un arrangeur également en traitement, les fondements de la théorie musicale,.

### Débuts professionnels
À sa sortie de l'hôpital, il est engagé comme batteur dans l'orchestre de Benny Carter, puis remplacé par Max Roach.
L'écoute de 'Round Midnight, de Thelonious Monk, l'incite à se rendre à New York au milieu des années 1940. Il y rejoint un groupe de musiciens habitués à se réunir dans l'appartement de Gil Evans dans la 55e rue pour parler musique. Dans ce groupe figurent Miles Davis, Charlie Parker, Gerry Mulligan, John Carisi et John Lewis.
Une remarque de Miles Davis en 1945 entraîne Russell dans la quête qui va devenir le but de sa vie.
Russell demande à Miles Davis quel est son but musical, celui-ci lui répond qu'il aimerait « apprendre tous les accords ». 
Sachant que Davis sait déjà arpéger tous les accords, Russell en déduit que le trompettiste souhaite trouver une façon nouvelle et plus large de jouer en relation avec les accords,.
En 1945-46, Russell, à nouveau hospitalisé à cause de la tuberculose, pour 16 mois, élabore la trame de ce qui va devenir « Le Concept lydien d'organisation tonale ».
Cette théorie couvrant toute la musique tempérée va avoir une influence bien au-delà des frontières du jazz.
La première édition de son ouvrage est publiée, sous forme de thèse, en 1953.
À l'époque, les idées de Russell sont une étape cruciale vers la musique modale de John Coltrane et Miles Davis (voir l'album de ce dernier, Kind of Blue), et font figure de phare pour d'autres artistes comme Eric Dolphy ou Art Farmer.
Tout en travaillant sur sa théorie, George Russell applique ses principes à la composition. L'orchestre de Dizzy Gillespie rend célèbre sa composition en deux parties Cubano Be, Cubano Bop en 1947, qui préfigure la fusion du be bop et du jazz cubain, le « latin jazz ». 
L'année suivante, Buddy DeFranco enregistre A bird in Igor's Yard, un hommage à Charlie Parker et Igor Stravinsky.
Russell participe à des groupes comprenant Bill Evans, Art Farmer, Hal McKusick, Barry Galbraith, Milt Hinton ou encore Paul Motian.

### Premiers enregistrements
En 1957, sur son premier album en leader, The Jazz Workshop, dont il a écrit et arrangé tous les titres, il joue peu (des « chromatic drums »), se contentant, à l'instar de son collègue Gil Evans, de diriger les événements.
Les années suivantes, il continue d'enregistrer, souvent au piano. En 1957, il reçoit comme commande de la Brandeis University pour un concert de third stream music. Il écrit pour l'occasion une suite pour big band, All About Rosie, pour laquelle le pianiste Bill Evans (pianiste) est le principal soliste.
L'album New York, N.Y., lui permet de présenter un big band où figurent notamment Bill Evans, John Coltrane, Art Farmer, Milt Hinton, Bob Brookmeyer, Max Roach. Dans cet album, le chanteur et parolier Jon Hendricks pose les bases de ce qui deviendra le rap et le slam.
En 1960, toujours en big band, il enregistre Jazz In The Space Age, sur lequel dialoguent Bill Evans et Paul Bley. Il revendique son admiration pour la musique d'Ornette Coleman et son écriture devient de plus en plus proche de l'atonalité.
De 1960 à 1963, le pianiste-compositeur dirige un sextuor. Parmi les membres réguliers, on note Dave Baker et Steve Swallow, et des musiciens de passage comme Don Ellis ou Eric Dolphy.
Dolphy, Ellis et Baker figurent sur un des disques les plus notables, Ezz-thetics.

### Séjour en Europe
En 1964, le sextuor de George Russell part en tournée en Europe. Russell, qui souffre d'un manque de reconnaissance dans son pays, décide de s'installer en Scandinavie.
Il y reste cinq ans, travaillant principalement en Norvège et en Suède.
Son groupe comprend alors des jeunes musiciens qui vont devenir le fleuron de la scène internationale dans les années suivantes : Jan Garbarek au saxophone ténor, Terje Rypdal à la guitare et le batteur Jon Christensen.
Il écrit aussi pour des grandes formations, notamment The Electronic Sonata for Souls Loved by Nature, une commande de la radio suédoise enregistrée en 1968 pour grand orchestre et « bandes électroniques », témoignant de l'intérêt du compositeur pour la musique concrète, la musique électronique et les évolutions de l'instrumentation.

### L'enseignement
En 1969, à la demande de Gunther Schuller, qui dirige le Conservatoire de musique de la Nouvelle-Angleterre à Boston, Russell retourne aux États-Unis pour enseigner le concept chromatique lydien dans le département de jazz qui vient d'être créé. Le compositeur continuera d'y exercer pendant les décennies qui suivront.

### Dernières années
Dans les années 1970, Russell reçoit trois commandes majeures : Listen to The Silence, une messe pour orchestre et chœur commandée par le fonds norvégien pour la culture ; Living Time, commandé par Bill Evans pour Columbia Records ; enfin Vertical form VI pour la radio suédoise.
Avec Living Time en 1972, Russell retrouve Bill Evans pour présenter une suite de compositions représentant les différents états de la vie humaine.
The African Game, suite de 45 minutes pour 25 musiciens, lui vaut d'être nommé deux fois pour les Grammy Awards en 1985. Robert Palmer, du New York Times, présente cette œuvre comme « l'une des plus importantes créations de ces dernières décennies ».
Russell tourne dans les années 1980-1990 avec son orchestre, appelé « Living Time Orchestra ».
Dans les années 2000, souffrant de la maladie d'Alzheimer, il réduit son activité. Il décède à 86 ans à Boston.

## Théories
(mars 2020).
Améliorez-le ou discutez des points à vérifier. 
Le concept de George Russell repose sur le fait de jouer une musique construite sur des gammes ou des séries de gammes (modes) plutôt que sur des accords ou des harmonies. Le « concept chromatique lydien », qui explore les relations verticales entre les accords et les gammes, est le premier exemple de création théorique issue du jazz.
Russell montre que le mode lydien est le mode qui contient la plus grande stabilité musicale. En déployant le mode lydien selon une suite de quintes, les sept notes du mode aboutissent à la quarte augmentée (Fa dans le ton de do). Le do n'est plus la fondamentale, mais "le centre de gravité tonal" (CGT), parce qu'il représente l'élément le plus stable du mode :

« La Nature de l'Octave de la Gamme Lydienne peut être définie ainsi : un champ de gravité tonal unifié, dans lequel l'énergie gravitationnelle est transmis le long d'une échelle de quintes jusqu'à sa note la plus basse : la Tonique Lydienne. »

À partir du mode Lydien et de la superposition de quintes, George Russell définit sept gammes « principales », comprenant quatre gammes lydiennes et trois gammes auxiliaires, et quatre gammes « horizontales ». Les sept gammes définissent des accords, communément employés dans l'harmonie occidentale (majeur, mineur, augmenté et diminué).
| Nom de la gamme                             | Degrés utilisés                              | Exemple en Do            |
| ------------------------------------------- | -------------------------------------------- | ------------------------ |
| Gamme lydienne                              | I / II / III / +IV / V / VI / VII            | Do Ré Mi Fa Sol La Si    |
| Gamme lydienne augmentée                    | I / II / III / +IV / +V / VI / VII           | Do Ré Mi Fa Sol La Si    |
| Gamme lydienne diminuée                     | I / II / III / +IV / V / VI / VII            | Do Ré Mi Fa Sol La Si    |
| Gamme lydienne septième bémol               | I / II / III / +IV / V / VI / VII            | Do Ré Mi Fa Sol La Si    |
| Gamme auxiliaire augmentée (gamme par tons) | I / II / III / +IV / +V / VII                | Do Ré Mi Fa Sol Si       |
| Gamme auxiliaire diminuée                   | I / II / III / IV / +IV / +V / VI / VII      | Do Ré Mi Fa Fa Sol La Si |
| Gamme auxiliaire diminuée blues             | I / II / III / III / +IV / V / VI / VI / VII | Do Ré Mi Fa Sol La Si    |

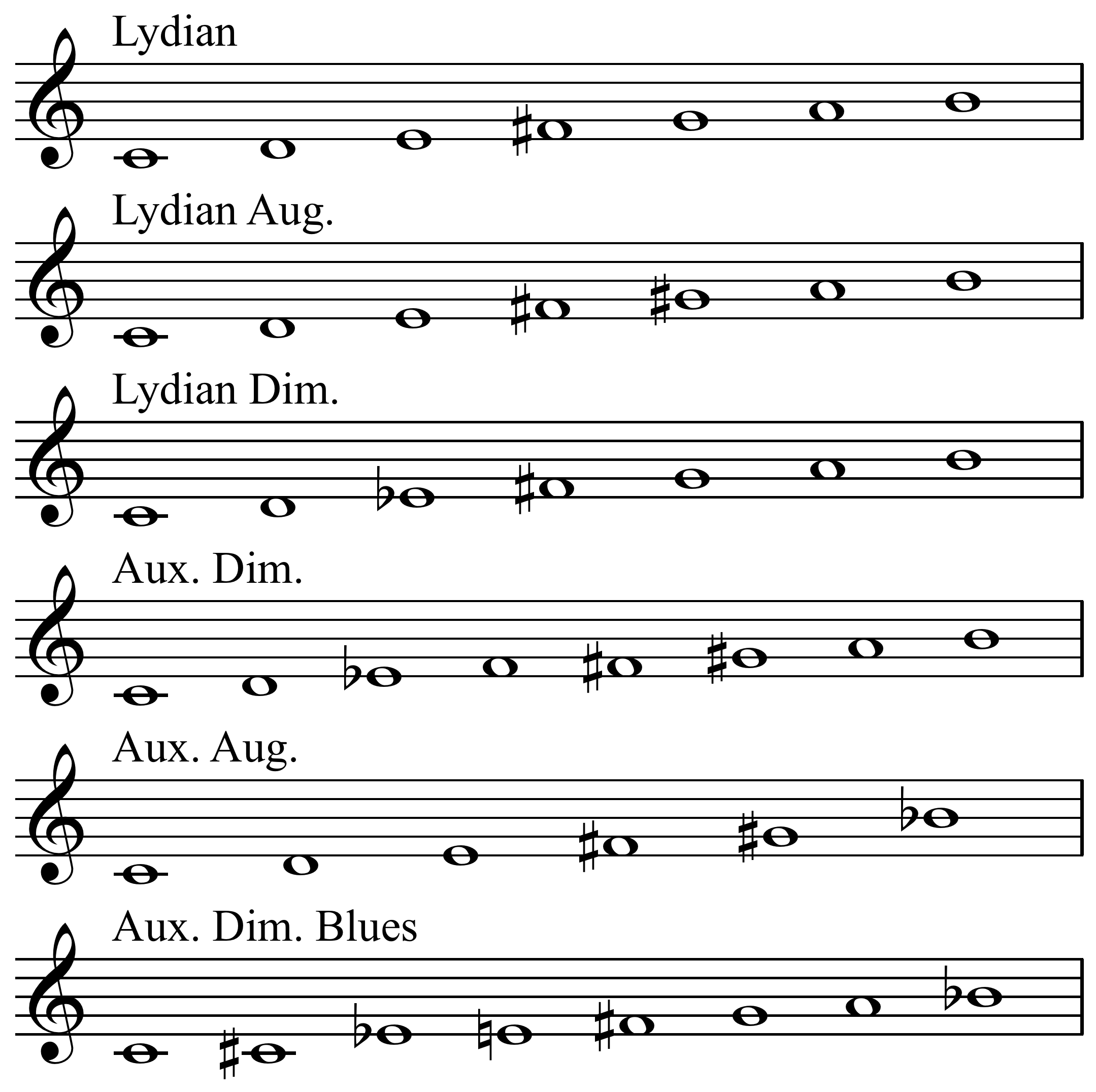
Gammes lydiennes

Les quatre gammes horizontales incluent la quarte dans leur structure (Fa dans le ton de Do). Elles sous-entendent les toniques des gammes (Sol en ton de Do).
| Nom de la gamme              | Degrés utilisés                                        | Exemple en Do                      |
| ---------------------------- | ------------------------------------------------------ | ---------------------------------- |
| Gamme majeure                | I / II / III / IV / V / VI / VII                       | Do Ré Mi Fa Sol La Si              |
| Gamme majeure septième bémol | I / II / III / IV / V / VI / VII                       | Do Ré Mi Fa Sol La Si              |
| Gamme majeure augmentée      | I / II / III / IV / V / +V / VI / VII                  | Do Ré Mi Fa Sol Sol La Si          |
| Gamme blues afro-américaine  | I / (II) / III / III / IV / +IV / V / VI / VII / (VII) | Do (Ré) Mi Mi Fa Fa Sol La Si (Si) |

Russel lie chaque accord à une gamme, résultant à un accord/mode (« chordmode »), permettant d'étendre le son d'un accord au-delà des notes qui le composent.

### Influence
Les idées de George Russell ont eu une influence sur le développement du jazz modal, notamment dans l'album The Jazz Workshop avec Bill Evans. Ce dernier allait ensuite présenter le concept aux membres du groupe de Miles Davis. L'album « culte » Kind of Blue du trompettiste est un des albums les plus représentatifs du jazz modal.

## Prix et récompenses
- 1969 : boursier de la fondation John-Simon Guggenheim[18]
- 1972 : boursier de la fondation John-Simon Guggenheim
- 1989 : boursier de la fondation MacArthur[19]
- 1990 : lauréat du National Endowment for the Arts catégorie American Jazz Master Award[20]

## Discographie
- 1956 : The Jazz Workshop alias The RCA Victor Jazz Workshop Avec Bill Evans, Art Farmer, Hal McKusick, Barry Galbraith, Milt Hinton, Paul Motian.
- 1958 & 59 : New York, N.Y. (Decca)
- 1960 : Jazz in the Space Age (Decca)
- 1960 : Things new - unissued concert at Music Inn, Lenox (RLR)
- 1960 : George Russell Sextet at the Five Spot (en) (Decca)
- 1960 : Stratusphunk (en) (Riverside)
- 1961 : George Russell Sextet in K.C. (en) (Decca)
- 1961 : Ezz-thetics Avec Don Ellis, Dave Baker, Eric Dolphy, Steve Swallow, Joe Hunt (Riverside)
- 1962 : The Stratus Seekers (en) (Riverside)
- 1962 : The Outer View (en) (Riverside)
- 1964 : Things new - unissued concert at Newport (RLR)
- 1965 : George Russell Sextet at Beethoven Hall (en) (MPS)
- 1970 : Othello Ballet Suite/Electronic Organ Sonata No. 1 (en) (Sonet, Flying Dutchman)
- 1970 : Trip To Prillarguri (Soul Note)
- 1971 : Electronic Sonata for Souls Loved by Nature (en) (Soul Note)
- 1971 : The Essence of George Russell (en) (Sonet)
- 1971 : Listen to the Silence (en) (Soul Note)
- 1972 : Living Time (Bill Evans/George Russell) (Columbia)
- 1977 : Vertical Form VI (Soul Note)
- 1980 : Electronic Sonata For Souls Loved By Nature - 1980 (en) (Soul Note)
- 1982 : New York Big Band (en) (Soul Note)
- 1983 : Live in an American Time Spiral (en) (Soul Note)
- 1985 : The African Game (en) (Blue Note)
- 1983 : So What (en) (Blue Note)
- 1988 : New York - live in Tokyo (King records)
- 1989 : The London Concert (en) (Label Bleu)
- 1995 : It's About Time On y retrouve la pièce Living Time écrite en 1972 (Label Bleu)
- 2003 : The 80th Birthday Concert (en) (Concept Publishing)
- 2008 : George Russell Sextet Live in Breman and Paris 1964 (en) (Gambit)

### Traité de George Russell
- (en) George Russell, Lydian Chromatic Concept of Tonal Organization : The Art and Science of Tonal Gravity, vol. 1, Brookline, Massachusetts, Concept Publishing Company, 2001 (réimpr. 2001), 4e éd. (1re éd. 1959), 252 p. (ISBN 978-0-9703739-0-8 et 0-9703739-0-2). .

### Essai et thèse
- (en) Duncan Heining, George Russell : The Story of an American Composer, Scarecrow Press, 17 décembre 2009, 400 p. (ISBN 978-0810869974)[21].
- (en) Peter Ellis Kenagy, George Russell's Jazz Workshop : The Composer's Style and Original Methods of 1956, University of Illinois, 2009, 198 p. (lire en ligne),

### Articles
- (en-US) Olive Jones & George Russell, « A New Theory for Jazz », The Black Perspective in Music, Vol. 2, No. 1,‎ 1974, p. 63-74 (lire en ligne),
- (en-US) Julian Silverman, « What Theory Says and What Musicians Do: Some Thoughts on the George Russell Event », Tempo, Vol. 57, No. 226,‎ octobre 2003, p. 32-39 (lire en ligne),